# Dobratycze-Kolonia
Dobratycze-Kolonia – wieś w Polsce położona w województwie lubelskim, w powiecie bialskim, w gminie Terespol.
W latach 1975–1998 miejscowość administracyjnie należała do województwa bialskopodlaskiego. 
Wieś jest sołectwem w gminie Terespol. Według Narodowego Spisu Powszechnego z roku 2011 wieś liczyła  mieszkańców i była dziewiętnastą co do wielkości miejscowością gminy.
We wsi znajduje się kaplica pw. św. Andrzeja Boboli.